# Мой Дагестан
«Мой Дагестан» (авар. Дир Дагъистан) — книга, написанная на аварском языке советским дагестанским поэтом Расулом Гамзатовым. На русский язык впервые переведена Владимиром Солоухиным. «Мой Дагестан» многократно переиздавался и был переведён на разные языки мира. Книга является одним из самых значительных произведений дагестанской литературы.

## История
«Мой Дагестан» состоит из двух книг. В 1967 году была написана первая книга как целостное и завершённое произведение, спустя несколько лет — вторая. Вторую книгу автор закончил 25 сентября 1970 года. Первая книга была опубликована на русском языке в 14 номере журнала «Роман-газета» за 1968 год и вызвала большой интерес у критиков и читателей. Перевод с аварского на русский язык был осуществлён Владимиром Солоухиным. «Мой Дагестан» стал первым прозаическим произведением Расула Гамзатова: ранее он публиковал только поэтические произведения.

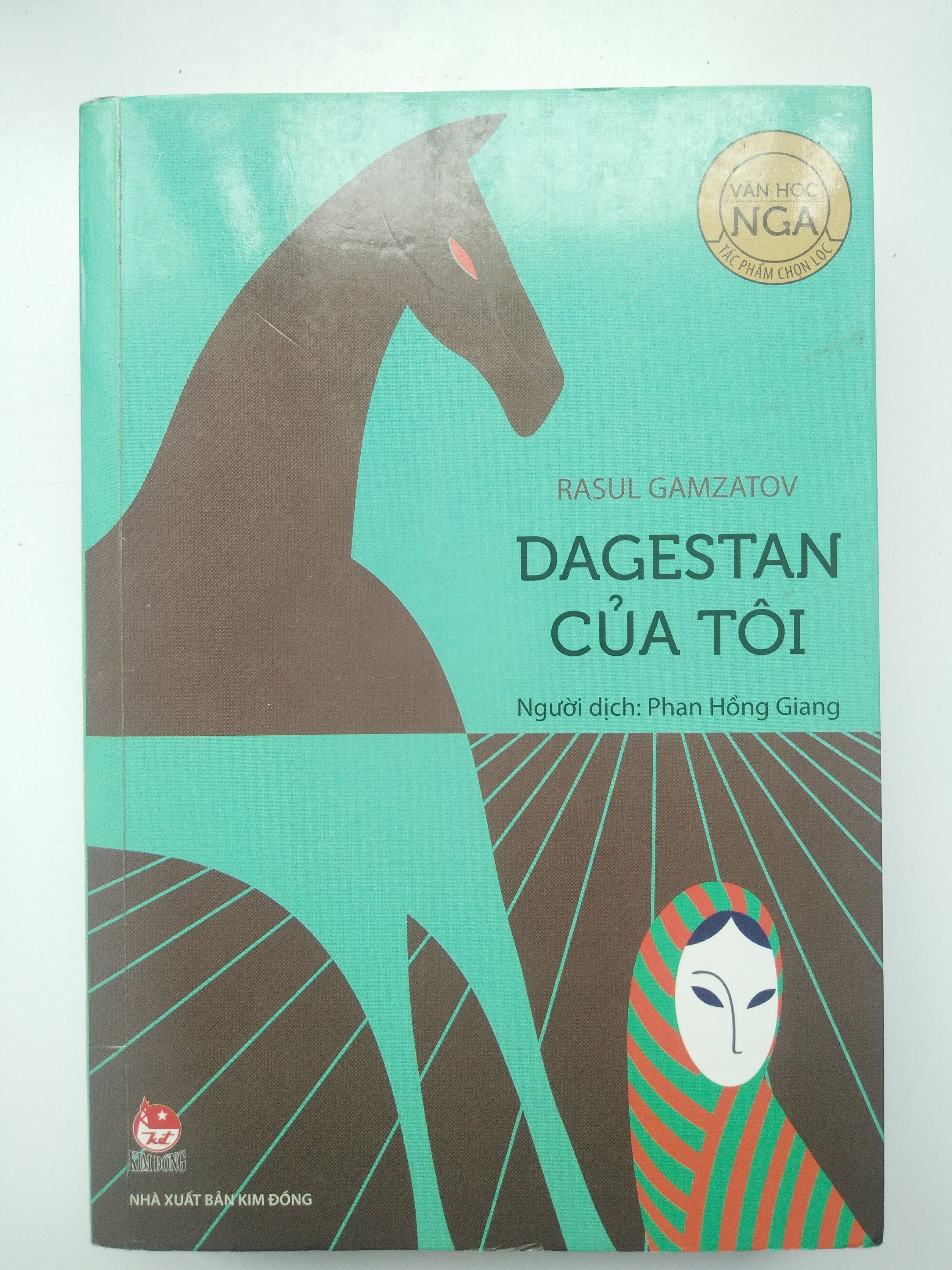
Обложка вьетнамского издания книги

В общей сложности «Мой Дагестан» выдержал 50 изданий массовыми тиражами и был переведён на 39 языков мира. Книга была переведена на английский, французский, немецкий, испанский, итальянский, польский, болгарский, венгерский, корейский, вьетнамский, персидский, турецкий и другие языки. Из 31 книги Расула Гамзатова, переведённой на иностранные языки, самой известной является «Мой Дагестан».
«Мой Дагестан» высоко оценили современники автора — такие советские писатели, как Ч. Т. Айтматов, Г. Г. Абашидзе, С. А. Дангулов, С. П. Бабаевский. Анализу произведения посвящены многочисленные работы исследователей-литературоведов.

## Форма и содержание
По содержанию и художественной форме книга «Мой Дагестан» оригинальна и самобытна. Произведение написано в прозе, однако в нём встречаются поэтические вставки. Поэзия присутствует в книге не только в стихотворных фрагментах, но и в прозаическом тексте: слог Расула Гамзатова отличается яркой образностью и выразительностью. В своём произведении автор опирается на национальные традиции дагестанской литературы и в то же время использует опыт мировой художественной литературы. Расул Гамзатов постоянно обращается к народному фольклору, добавляя в текст пословицы, поговорки, легенды, притчи.
Темы, которые Расул Гамзатов затрагивает на страницах «Моего Дагестана», отличаются большим разнообразием. Содержание книги составляют размышления, монологи и воспоминания автора о Дагестане и дагестанцах, о родном ауле, об искусстве и литературе, о природе творчества и характере поэзии. Тема творчества является одной из ключевых в «Моём Дагестане», особенно в первой книге. Так, в первой книге присутствуют главы со следующими названиями: «Вместо предисловия. О предисловиях вообще», «О форме этой книги. Как её писать», «Язык», «Тема», «Жанр», «Стиль», «Здание этой книги», «Сюжет», «Талант», «Работа» и другие. Во второй книге речь идёт, в первую очередь, о родине и о народе, о нравственных вопросах и об истории Дагестана — это отражено и в названиях глав («Отец и мать. Огонь и вода», «Дом», «Три сокровища Дагестана», «Человек», «Народ», «Слово», «Песня», «Книга»).
Особое место в «Моём Дагестане» занимает образ лирического героя, который тождественен самому Расулу Гамзатову: всё, о чём рассказывается в произведении, читатель видит сквозь призму субъективного авторского восприятия. Автор не скрывает от читателей своего настроения, которое меняется на протяжении книги. Писатель и критик К. И. Абуков называет «Мой Дагестан» «прозой переменчивых настроений»: Некоторые фрагменты «Моего Дагестана» насыщены юмором, насмешкой, иронией; в других главах звучат печаль и горечь; отдельные фрагменты написаны с бодрой и оптимистичной интонацией.

## Жанровые особенности
У исследователей нет единого мнения относительно жанровой принадлежности «Моего Дагестана». К примеру, В. Кочетов называет «Мой Дагестан» лирической повестью, В. Сахаров — «поэмой в прозе», С. Алиева — романом-эссе. Критик И. Гринберг находит в произведении Расула Гамзатова характерные черты различных жанров и отмечает, что «Мой Дагестан» можно рассматривать и как творческую исповедь, и как автобиографию, и как историю дагестанской поэзии, и как фольклорный сборник, и как свод высказываний автора. Литературовед Р. Ф. Юсуфов указывает на наличие в структуре «Моего Дагестана» различных микрожанров, таких как рассказ, новелла, критическая заметка, рецензия, набросок-воспоминание, сказочный зачин, анекдот, притча и другие. Ч. Т. Айтматов пишет: «…творение Гамзатова не похоже ни на что, что когда-либо доводилось читать. С точки зрения жанра, пожалуй, оно не имеет ничего подобного себе в мировой литературе». Многие исследователи характеризуют жанр «Моего Дагестана» как лирическая проза.
Сам Расул Гамзатов так говорит о своей книге:

Что это будет: рассказ, повесть, сказка, предание, легенда, раздумье или просто статья — я не знаю… Одни редакторы и критики скажут мне, что я написал не роман, не сказку, не повесть и вообще неизвестно что. Другие редакторы, что и это и то, и другое и третье, и пятое, и десятое. А я и не возражаю. Называйте потом, как хотите то, что выйдет из-под пера. Я пишу не по книжным законам, но по велению собственного сердца. У сердца же нет законов. Вернее, у него свои, не годящиеся для всех законы.

## Особенности русского перевода
По мнению ряда специалистов, при несомненном профессионализме известного отечественного писателя, поэта и переводчика Владимира Солоухина, в его переводе книги Гамзатова встречаются «досадные недоразумения», обусловленные «игнорированием фоновых знаний»: «Не всегда переводчик использует художественные образы, соответствующие оригиналу и дагестанскому менталитету, поэтому переводной текст не сохраняет художественные и эмоциональные впечатления, производимые подлинником». Так, переводчие нередко вносит в текст отсутствующие в оригинале дополнения, которые при этом искажают исходный смысл текста, а также допускает фактические ошибки (например, Гидатлинское вольное общество в переводе названо аулом, хотя такой аул в Дагестане отсутствует, а аварское слово магIарулал переведено как «горцы», хотя оно означает именно «аварцы»).